# Parafia św. Jana Ewangelisty w Norylsku
Parafia św. Jana Ewangelisty w Norylsku – rzymskokatolicka parafia znajdująca się w Norylsku, w diecezji Świętego Józefa w Irkucku, w dekanacie krasnojarskim, w Rosji.

## Historia
Pierwszy duchowny katolicki w okolicach Norylska zaczął działać w 1994. Parafia obejmuje duże obszary północnej części Kraju Krasnojarskiego. Ksiądz dojeżdża również do wsi, w których żyją katolicy. Wierni w większości są byłymi zesłańcami, potomkami zesłańców oraz emigrantami zarobkowymi.